# Johan Arthur Kool
Johan Arthur Kool (Danzig, 3 maart 1816 – Den Haag, 4 juni 1873) was een Nederlands genieofficier en civiel ingenieur bij onder andere Staatsspoorwegen en  Rijkswaterstaat. Als spoorwegingenieur en architect was hij verantwoordelijk voor de bouw van diverse spoorbruggen, spoorviaducten en spoorwegstations. Bij zijn ontwerpen toonde hij, voor zover dat bij utiliteitsbouw mogelijk was, een voorkeur voor de neotudorstijl. Van de weinige bewaard gebleven bouwwerken van zijn hand is het station van Valkenburg wellicht het bekendst.

## Levensloop
Johan Arthur Kool werd geboren in het Pruisische Danzig (nu: Gdańsk in Polen) als zoon van de Nederlandse genieofficier Aart Kool (1787–1862) en de Duitse Maria Amalia Schlander (1796–1874). Zijn vader was tijdens de napoleontische oorlogen aanvankelijk in Franse dienst (Nederland behoorde in die tijd bij het Eerste Franse Keizerrijk), maar na de veldtocht van Napoleon naar Rusland stapte hij over naar de geallieerden. In Danzig werkte hij aan de militaire versterking van de stad en ontmoette hij zijn toekomstige vrouw, met wie hij in 1814 trouwde en met wie hij twee jaar later zijn enige kind kreeg.
De jonge Johan Arthur Kool groeide op in het toen via een personele unie met Nederland verbonden Luxemburg, waar zijn vader van 1817 tot 1829 gedetacheerd was. Vermoedelijk sprak hij, naast het Nederlands, vloeiend Duits en Frans, wat hem later bij zijn werkzaamheden in Duitsland en België zeker te pas zal zijn gekomen. Eind 1830 schreef hij zich in als cadet bij de Koninklijke Militaire Academie (KMA) in Breda, maar in verband met de Belgische Revolutie waren de lessen daar gesuspendeerd. Als cadet ging hij enige tijd in de leer op het bureau van zijn vader in de vesting Bergen op Zoom, waar deze als eerstaanwezend ingenieur de taak had de vestingwerken te versterken. Vanaf 1832 vervolgde Kool zijn opleiding aan het Instituut der Marine in Medemblik, waar de genieopleiding van de KMA toen tijdelijk was ondergebracht.
Net als zijn vader maakte hij carrière als ingenieur bij de genie. Na voltooiing van zijn opleiding in 1836, voegde hij zich bij het garnizoen in Breda. In 1839 werd hij overgeplaatst naar Maastricht, waar zijn vader hem twee jaar later zou volgen als eerst aanwezend ingenieur. In 1843 werd hij bevorderd tot eerste luitenant, maar al snel bleek dat zijn interesse toch meer elders lag, namelijk bij het zich in deze tijd snel ontwikkelende spoorwegwezen.
Vanaf 1845 was Kool als militair "op verlof" (vrijgesteld van militaire taken), omdat hij toen al als ingenieur verbonden was aan de Aken-Maastrichtsche Spoorweg-Maatschappij. In die hoedanigheid ontwierp hij onder andere het eerste station van Maastricht en het nog bestaande station van Valkenburg. Mogelijk was hij ook betrokken bij de bouw van het station Templerbend in Aken. De opening van de nieuwe spoorlijn Aken - Maastricht vond plaats in oktober 1853 en op 1 november van dat jaar trad Kool opnieuw in actieve dienst als officier der genie in Maastricht, maar niet voor lang. Omdat de Aken-Maastrichtsche Spoorweg-Maatschappij inmiddels besloten had de spoorweg in westelijke richting, over de Maas, door te trekken naar het Belgische Hasselt, vroeg Kool om ontslag uit militaire dienst, hetgeen hem op 18 augustus 1854 op eervolle wijze werd verleend.
Van 1854 tot 1856 was hij als hoofdingenieur in dienst bij de Aken-Maastrichtsche Spoorweg-Maatschappij en droeg hij de verantwoordelijkheid voor de aanleg van de spoorlijn Hasselt - Maastricht. In deze periode ontwierp hij onder meer de spoorbrug over de Maas te Maastricht, waarvan de werkzaamheden werden uitgevoerd onder leiding van de latere minister Grégoire van den Bergh. De brug was een van de eerste spoorbruggen over een grote Nederlandse rivier; Kool was tevens de eerste Nederlandse ingenieur, die een brug van gewalst ijzer ontwierp. Bij het ontwerp en de uitvoering werkte hij nauw samen met de Belgische staalproducent John Cockerill. De aanleg van de spoorweg op vrij vlak terrein leverde verder geen grote problemen op en op 1 oktober 1856 vond de opening plaats.
Nadat de Nederlandse regering in 1860 had besloten de aanleg van spoorwegen voortvarender ter hand te nemen, werd Kool met ingang van 1 oktober van dat jaar benoemd tot eerstaanwezend ingenieur voor de spoorlijn Maastricht - Venlo, met als standplaats Maastricht. Bij de aanleg van deze spoorweg had men te kampen met aardverschuivingen in de oostelijke helling van het Maasdal bij Elsloo, veroorzaakt door ondergrondse waterlopen. Het belangrijkste kunstwerk dat gerealiseerd moest worden was de tweedelige spoorbrug over de Maas in Venlo, waarvoor Kool samen met Nicolaas Hendrik Nierstrasz het ontwerp maakte. In 1863 werd Kool bevorderd tot ingenieur in algemene dienst bij de aanleg van de staatsspoorwegen, als opvolger van J.G.W. Fijnje van Salverda. Hij kreeg als standplaats Den Haag en werd belast met de algemene leiding over de "zuiderlijnen", de spoorlijnen in aanleg in Zuid-Nederland. In 1867 werd hij bevorderd tot hoofdingenieur bij de Staatsspoorwegen. Nog in hetzelfde jaar bevorderde minister van Binnenlandse Zaken Jan Heemskerk Azn. hem tot algemeen hoofdingenieur bij Rijkswaterstaat.

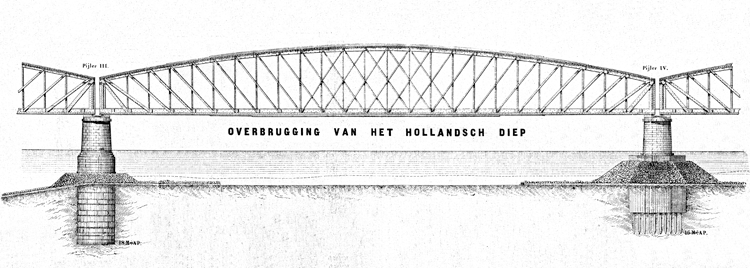
Tekening van de fundering van de Moerdijkspoorbrug, mogelijk door Kool

Het meest omvangrijke en gecompliceerde project in deze periode was de bouw van een brug over het Hollandsch Diep bij Moerdijk, de (eerste) Moerdijkspoorbrug. Vanaf begin 1866 zat Kool, samen met Waldorp, Van den Bergh en Michaëlis, in een door minister Thorbecke ingestelde commissie die de bouw van de brug moest voorbereiden. Van den Bergh had het dagelijks toezicht bij de bouw. Kool was onder andere verantwoordelijk voor de fundering van de brugpijlers. Omdat de onderliggende vaste zandlagen te diep lagen voor gewone heipalen, werd pneumatisch funderen toegepast, een van de eerste keren in Nederland. Vanaf 1872 had Kool tevens de leiding over de aanleg van de "noorderlijnen", die toen hun voltooiing naderden; de voornaamste nog te verrichten werkzaamheden betroffen de spoorweg door het IJ in Amsterdam.
Kool was ook korte tijd actief in Nederlands-Indië. In opdracht van minister De Waal van Koloniën stelde hij in 1869, samen met de Delftse hoogleraar prof. N.H. Henket, een onderzoek in naar de uit economisch oogpunt optimale spoorbreedte in bergachtige streken op Java. In 1870 schreef hij in opdracht van diezelfde minister een rapport over een transport-kabelbaan (wire-tramway), die hij samen met P.J. Siedenburg, ingenieur van Rijkswaterstaat in Nederlands-Indië, in het Engelse Brighton had onderzocht. Eveneens in 1870 werd hij gekozen tot bestuurslid van het Koninklijk Instituut van Ingenieurs. Hij bleef dit tot zijn overlijden.
Kool had een hoogstaand gevoel van plichtsbesef en vorderde ook strenge plichtsbetrachting van zijn ondergeschikten. Daarnaast was hij ook iemand van zeldzame vriendelijkheid en hulpvaardigheid, zoals gememoreerd in een levensbeschrijving van zijn voormalige assistent J.H. Nivel. Hij was tevens een groot liefhebber van muziek. Hij speelde piano en componeerde pianomuziek en liederen.
Kool overleed in 1873 op 57-jarige leeftijd in Den Haag, na een ziekbed van een jaar.

## Huwelijk en nakomelingen
Johan Arthur Kool trouwde in 1840 met de uit Breda afkomstige Cornelia Johanna van der Hoeven (1819–1856) met wie hij vier kinderen kreeg, drie zonen en een dochter, allen geboren te Maastricht. In 1850 woonde het gezin op de Markt. Zijn vrouw overleed op 37-jarige leeftijd te Maastricht en is daar begraven op de Algemene Begraafplaats Tongerseweg.
- De oudste zoon, Arthur Kool (1841–1914), bereikte de hoge militaire rang van luitenant-generaal, werd eerste commandant van het Veldleger, chef van de Generale Staf en korte tijd minister van Oorlog.[8]
- Een andere zoon, Pieter Cornelis Kool (1842–1920), eveneens luitenant-generaal b.d., publiceerde in 1912, honderd jaar na dato, de herinneringen van zijn grootvader Aart Kool aan de veldtocht van Napoleon in Rusland, in feuilletonvorm in de Nieuwe Rotterdamsche Courant.[9] Nog in hetzelfde jaar werden ze in boekvorm uitgegeven bij Nijgh & Van Ditmar onder de titel De Russische veldtocht van 1812, verhaald door een ooggetuige, wijlen den kolonel der Genie A. Kool.

## Nalatenschap

### Bouwwerken
- 1853: eerste Station Maastricht (met bijgebouwen), gesloopt
- 1853 [mogelijk met Jac. Enschedé]: Station Valkenburg, het oudste nog bestaande station van nederland, een rijksmonument[10]
- 1854-1856 [met G. van den Bergh]: eerste Spoorbrug Maastricht, grotendeels verwoest in 1944, herbouwd in moderne stijl, gemeentelijk monument
- 1856: spoorviaduct Brusselseweg, Maastricht, deels vernieuwd, rijksmonument
- 1862-1865 [met N.H. Nierstrasz]: oude Spoorbrug Venlo, verwoest in 1940 en 1945, herbouwd in moderne stijl
- 1872 [met anderen]: eerste Moerdijkspoorbrug, verwoest in 1944, herbouwd in moderne stijl

#### Toeschrijvingen
Van de volgende twee bouwwerken is Kools auteurschap niet aangetoond, maar kan zijn betrokkenheid worden vermoed op grond van stilistische kenmerken en vergelijkbare projecten van zijn hand in de omgeving.
- 1853-1858: Station Aachen Templerbend in Aken (onzeker; zie noot 2), gesloopt in 1911
- ca. 1855: verbouwing Huis Verves in Vaals (onzeker), rijksmonument

Afbeeldingen bewaard gebleven bouwwerken

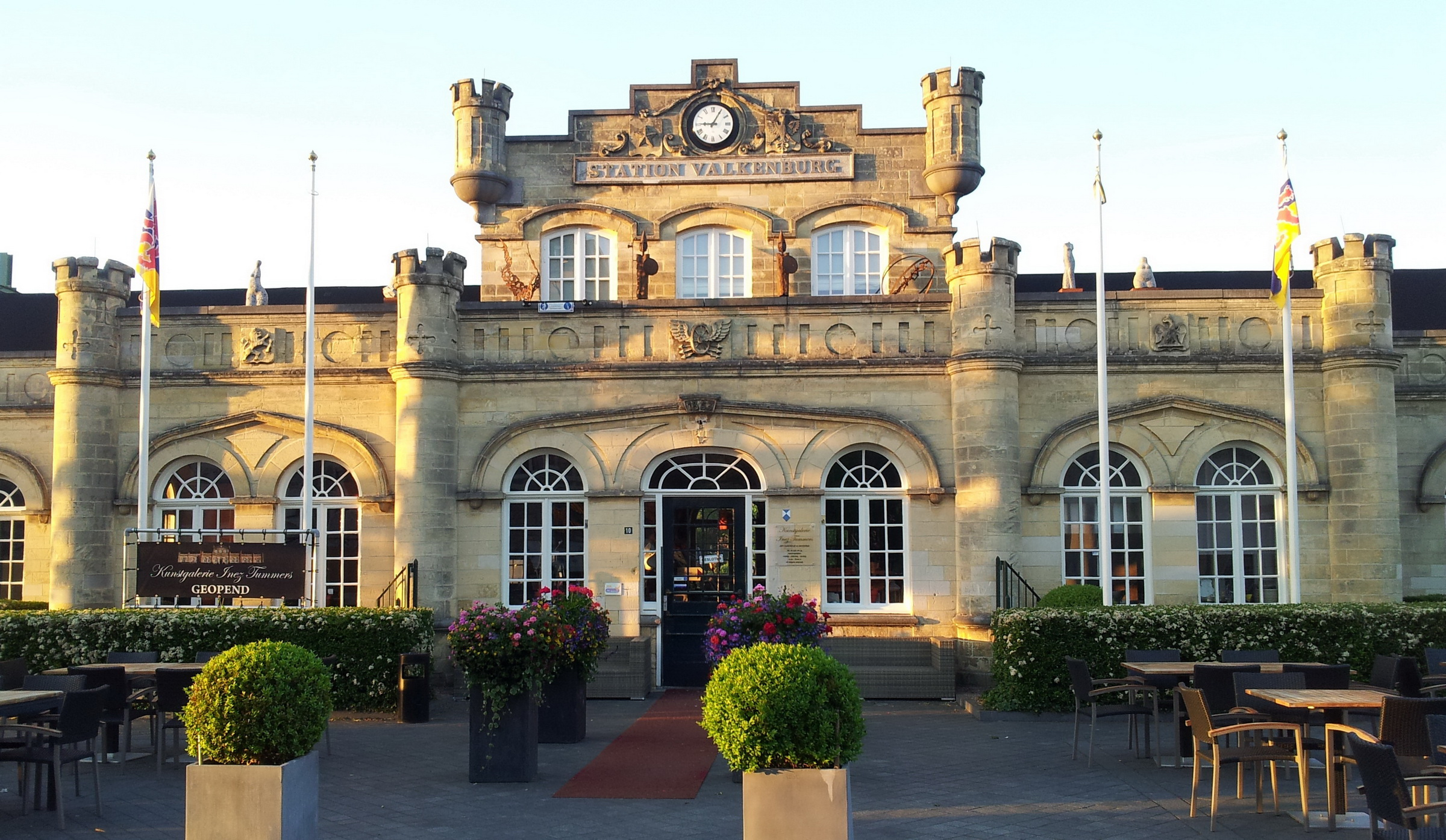
Station Valkenburg
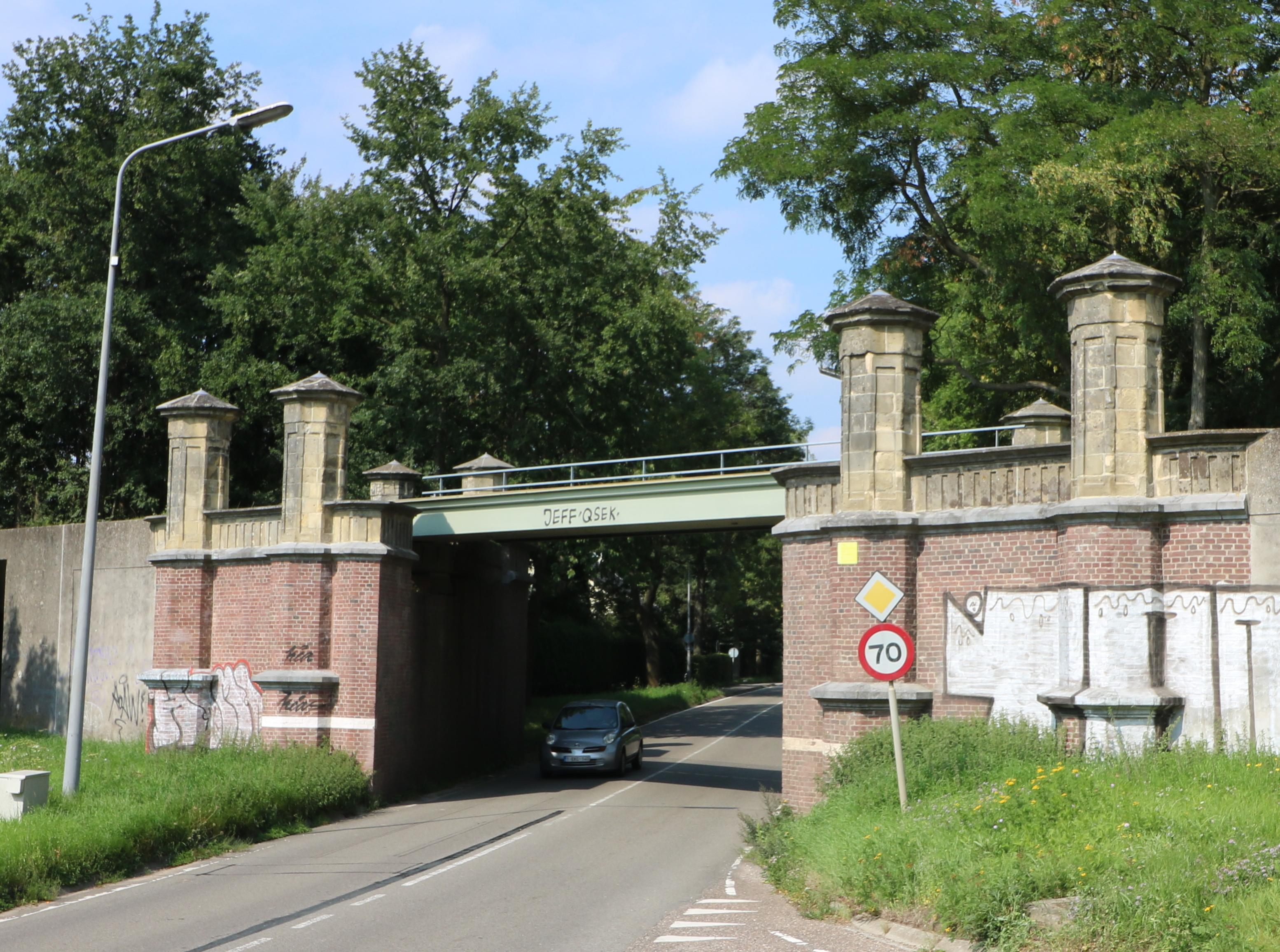
Spoorviaduct Maastricht
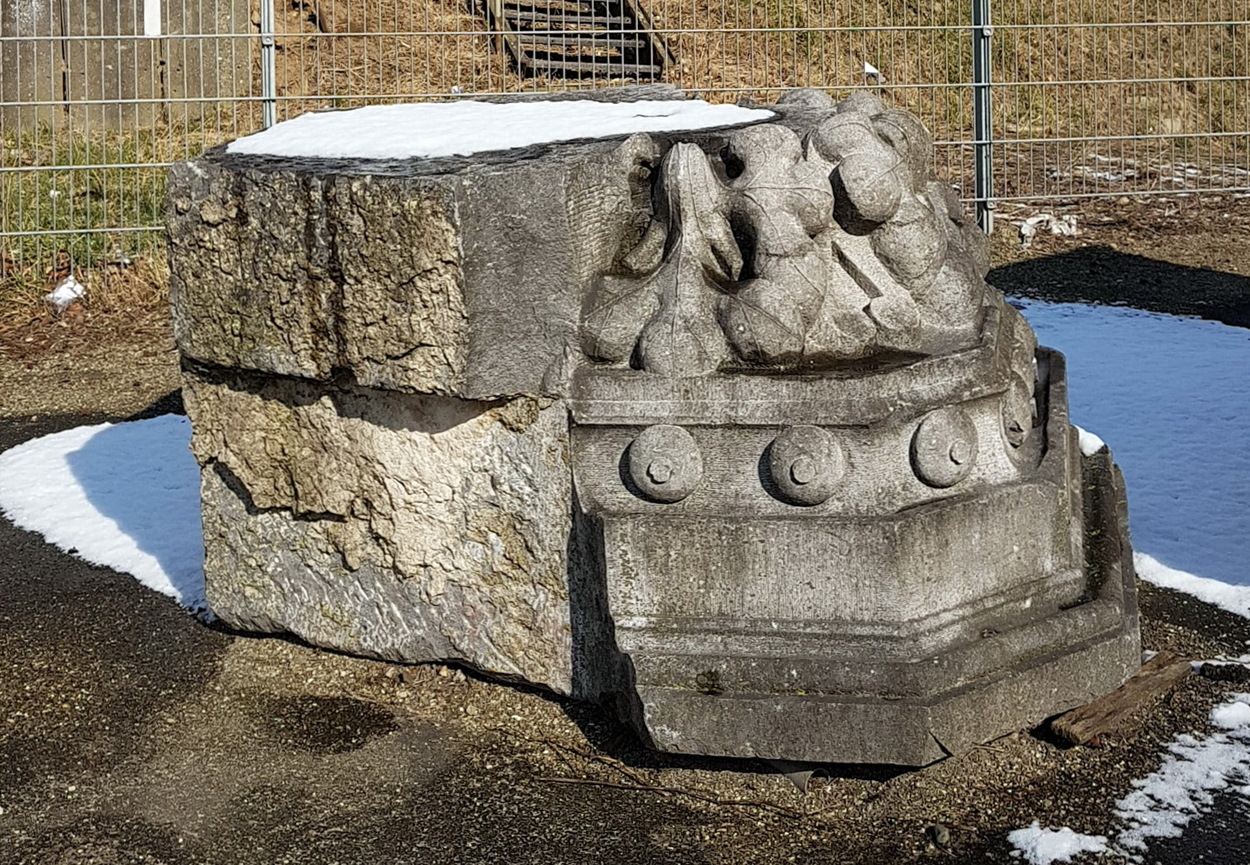
Restant spoorbrug Maastricht
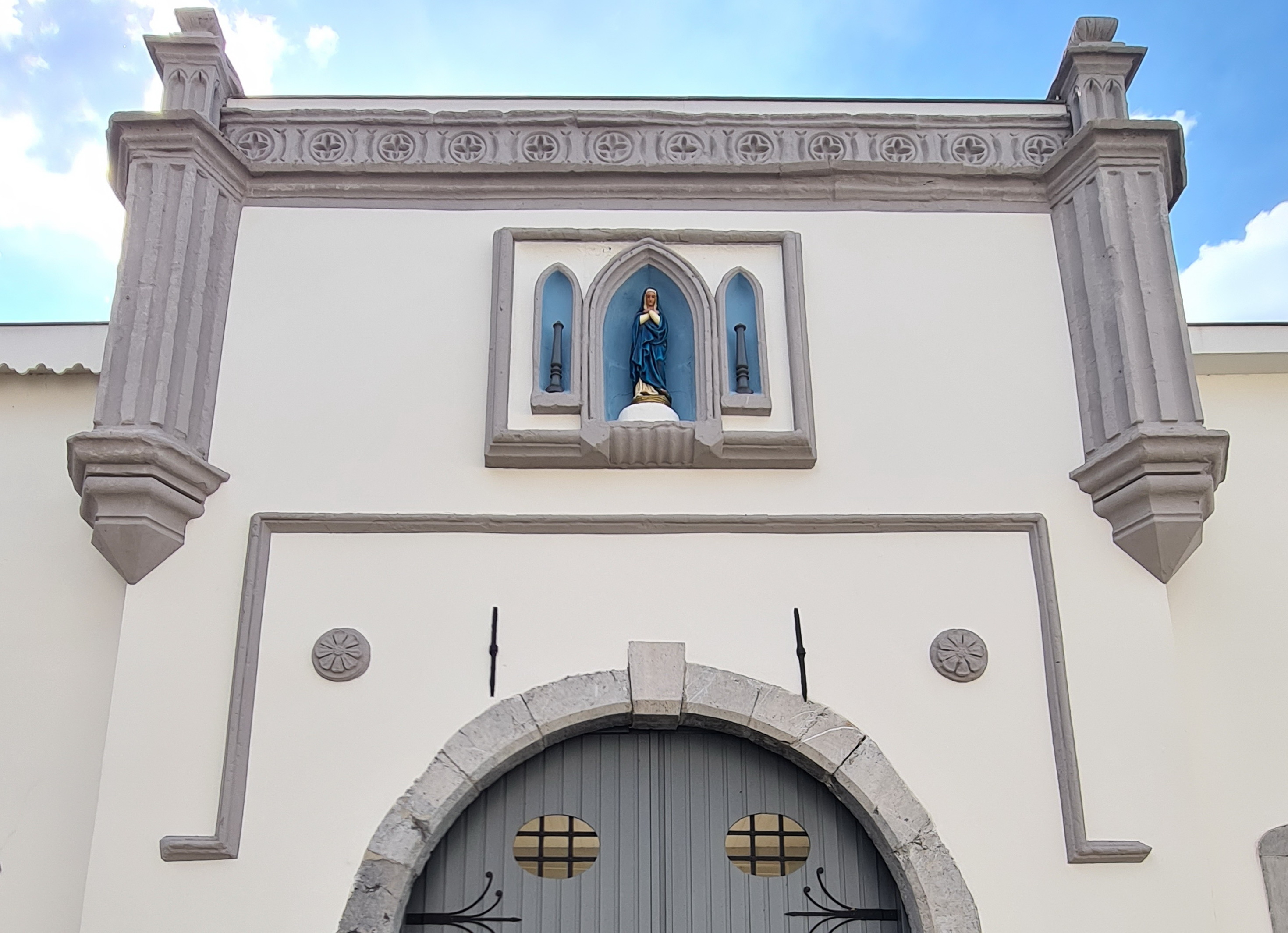
Detail Huis Verves (onzeker)

Afbeeldingen (grotendeels) verdwenen bouwwerken

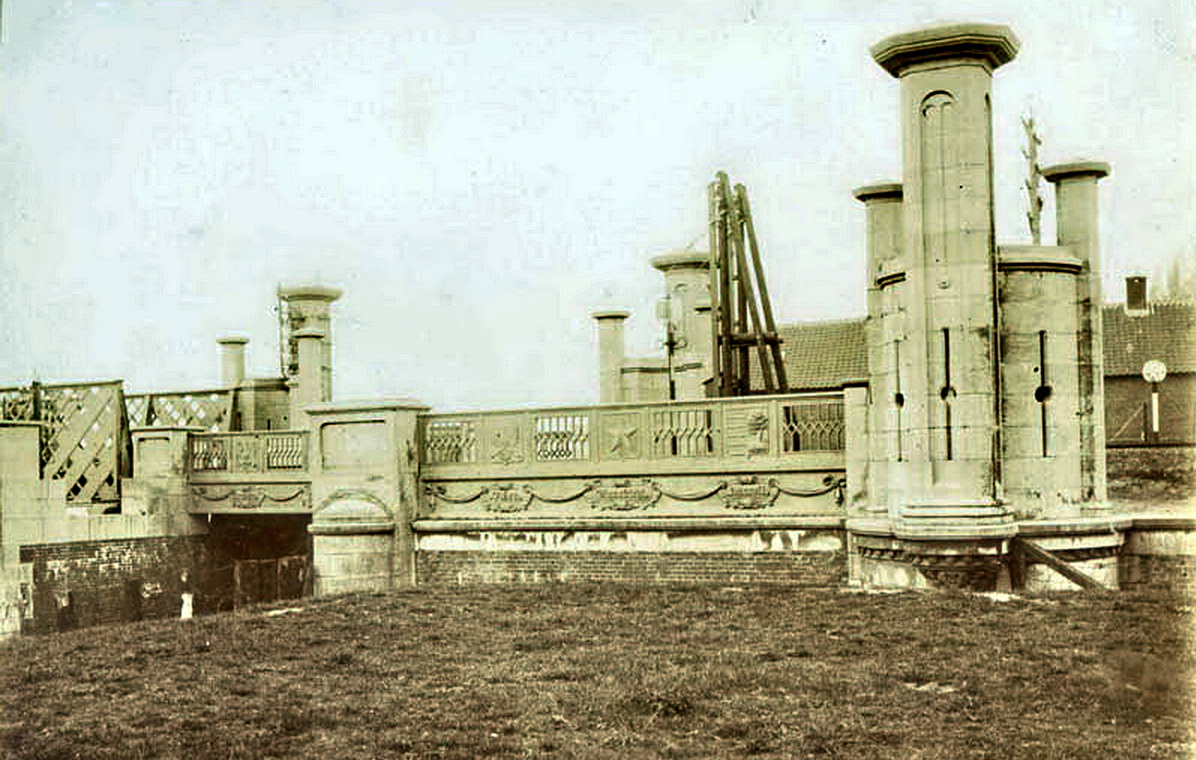
Aanlanding spoorbrug Maastricht
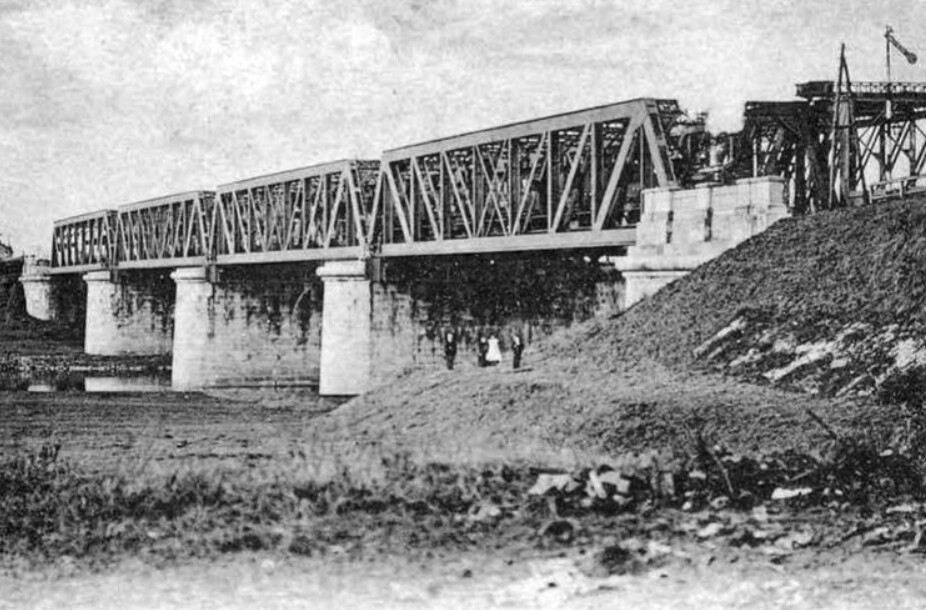
Spoorbrug Venlo
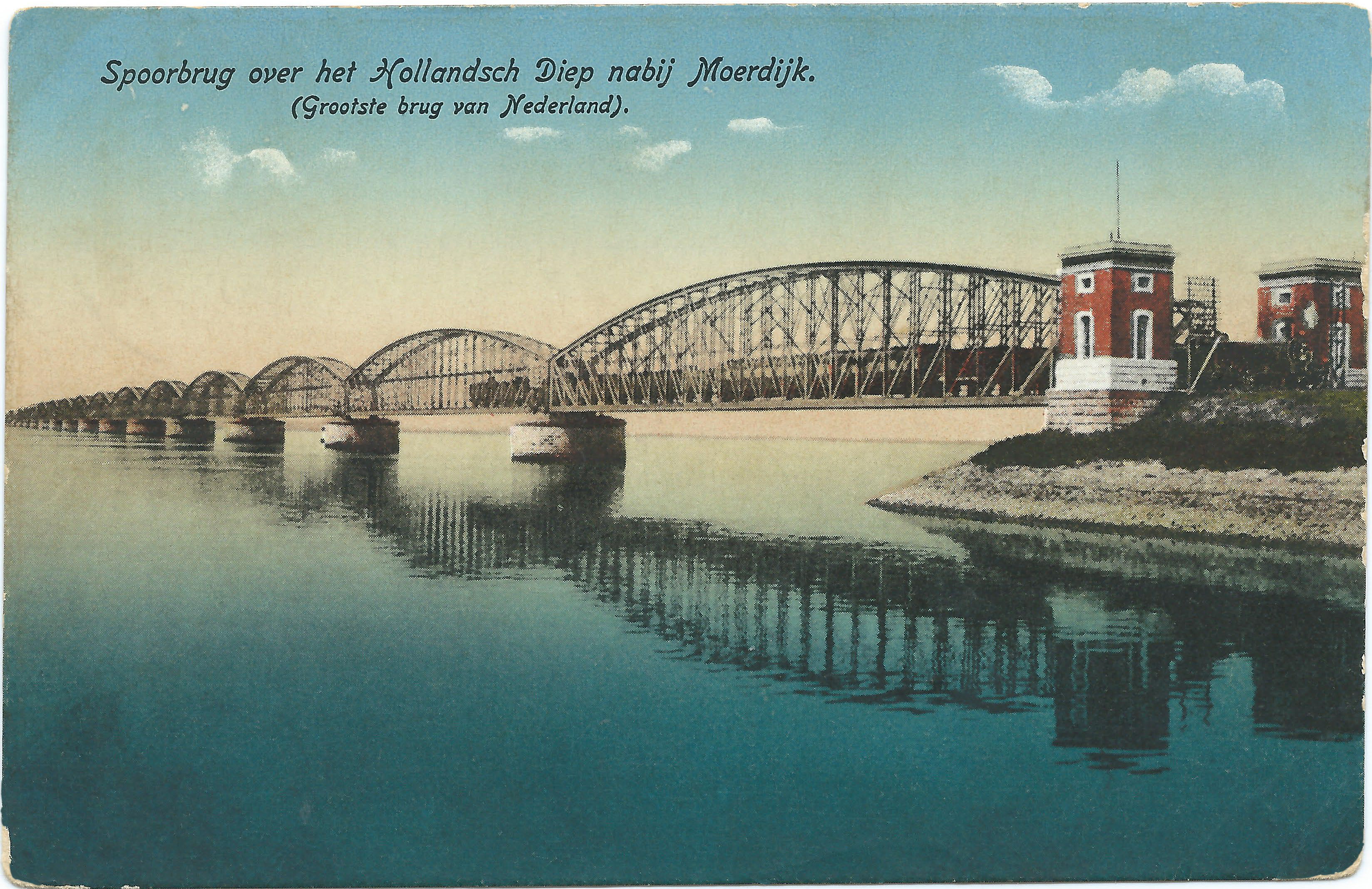
Moerdijkspoorbrug
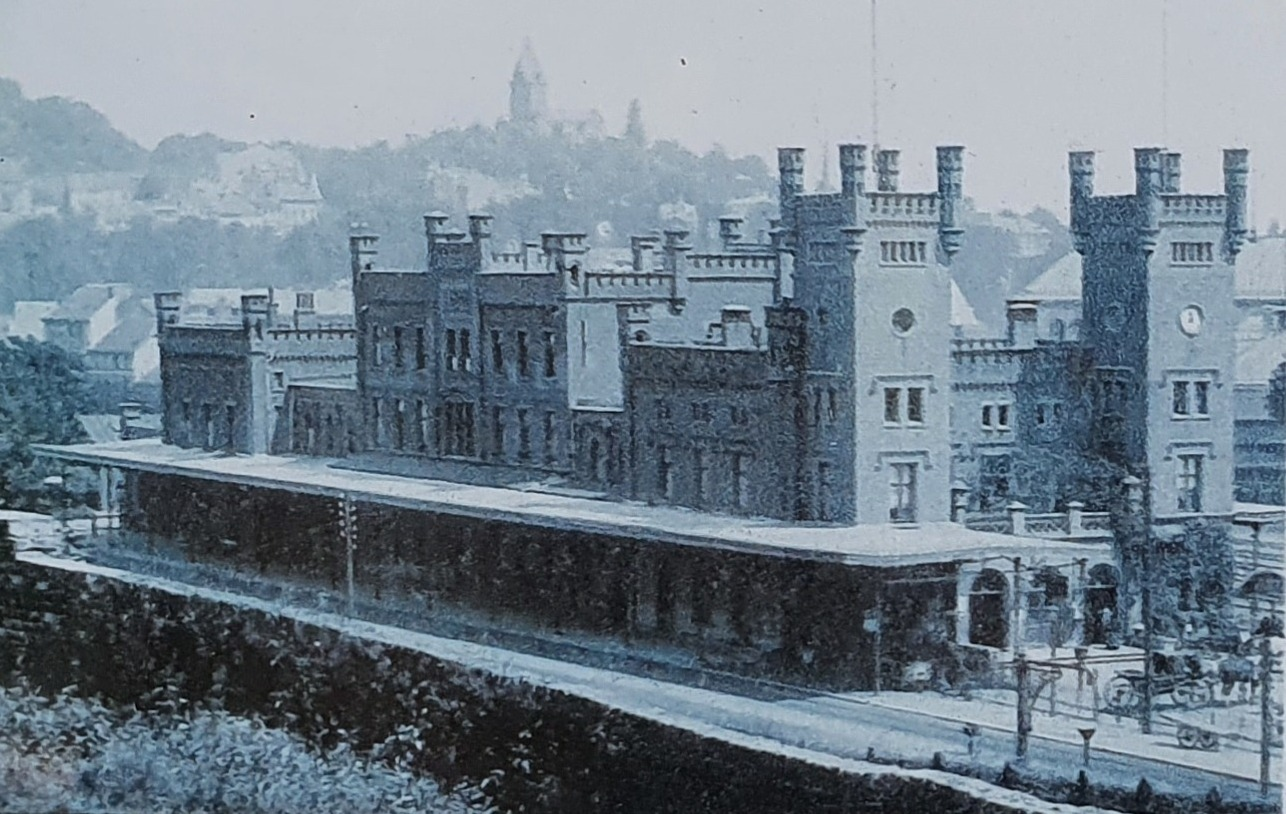
Station Templerbend (onzeker)